# Евгений Водолазкин
Евгений Водолазкин (на руски: Евге́ний Ге́рманович Водола́зкин) е руски писател и литературовед. Най-известен е с романите си „Лавър“ и „Авиатор“.

## Биография
Роден е през 1964 г. в Киев. През 1986 г. завършва филологическия факултет на Киевския държавен университет. След това постъпва в Института по руска литература на АН СССР, където се обучава при академик Дмитрий Лихачов. Защитава дисертация върху превода на византийската хроника на Георги Амартол. От 1990 г. работи в Академията на науките в Отдела за древноруска литература. Член е на редколегията на издаваното от РАН списание „Русская литература“. От 2012 г. е главен редактор на алманаха „Текст и традиция“, издание на Пушкинския дом.
През 2000 г. става доктор на филологическите науки, като защитава дисертация на тема "Световната история в литературата на древна Рус (по материали на хронографическото и палейното повествование през XI—XV вв.). През 2017 г. става почетен доктор на Букурещкия университет. От 2018 до 2019 г. е част от Президентския съвет по култура и изкуство, а от 2019 г. е в Обществения съвет при Комитета по култура на Държавната дума.

## Творчество
През 90-те години на XX век се занимава с изследователска работа върху древноруското историческо повествование. През 1993 г. е съавторство с Г. М. Прохоров и Е. Е. Шевченко издава монографията „Преподобните Кирил, Ферапонт и Мартиниан Белозерски“. През 2002 г. е съставител на книгата „Дмитрий Лихачов и неговата епоха“, съдържаща есета и спомени на учени, писатели и обществени деятели.
В началото на 2000-те започва да пише художествена литература. Дебютният му роман „Похищението на Европа“ е издаден през 2005 г. Популярността на автора расте обаче с издаването на втората му книга „Соловьов и Ларионов“. Романът преплита историите на белогвардейския генерал Ларионов и историка Соловьов, което дава тласък и на основните теми в творчеството на Водолазкин – стълкновението на времето и неговото преодоляване. Книгата е финалист в конкурсите за престижните награди „Андрей Бели“ и „Большая книга“. По-късно книгата е адаптирана като постановка на сцената на театър „Современник“.
През 2012 г. излиза романът „Лавър“, който получава широко международно признание. Книгата, дефинирана като роман-житие и „неисторически роман“, бива преведена на над 30 езика. „Лавър“ получава наградите „Ясная поляна“ и „Большая книга“ през 2013 г., а през 2019 г. става и книга на годината в Словакия. Според вестник Guardian „Лавър“ е в топ 10 книги на световната литература на тема Бог. През май 2019 г. се състои и премиерата на едноименния театрален спектакъл.
През 2016 г. излиза романът „Авиатор“, който печели втора награда в „Большая книга“. През 2017 г. „Авиатор“ оглавява топ 10 книги на годината в румънското издание Metropolis.
През 2019 г. получава наградата на името на Александър Солженицин за „органичното съединение на дълбоките традиции на руската духовна и психологическа проза с високата филологическа култура; за вдъхновения стил на художественото писане“.
През 2022 г. излиза седмият му роман „Чагин“, акцентиращ върху темата за паметта и какво би станало, ако човек не може да забравя. Книгата бива наградена с "Большая книга" през 2023 г. Същата година в Театъра на руската армия е поставен спектакъл по романа "Лавър". Планирана е екранизация на Лавър с режисьор Емир Кустурица.

### Романи
- 2005 Похищение Европы
- 2009 Соловьёв и Ларионов
- 2012 Лавр [Неисторический роман] (на български: Лавър, изд. Панорама, 2020, ISBN: 9789549655995)
- 2016 Авиатор (на български: Авиатор, изд. Лист, 2020, ISBN: 9786197350999)
- 2018 Брисбен
- 2020 Оправдание Острова (на български: Оправданието на Острова, изд Лист, 2020, ISBN: 9786197596755)
- 2022 Чагин

### Повести
- 2013 Близкие друзья

### Пиеси
- 2014 Музей [Пьеса в двух действиях]
- 2014 Пародист [Пьеса в двух действиях с прологом]
- 2020 Микрополь
- 2020 Сестра четырёх

### Сборници
- 2011 Инструмент языка. О людях и словах [= Дом и остров, или Инструмент языка] [сборник эссе]
- 2013 Совсем другое время
- 2014 Пара пьес [= Петербургские драмы] [сборник пьес]
- 2019 Идти бестрепетно. Между литературой и жизнью
- 2020 Сестра четырёх [сборник пьес]